# Segestrioides
Segestrioides és un gènere d'aranyes araneomorfes de la família dels diguètids (Diguetidae). Fou descrita per primera vegada l'any 1883 per Keyserling.

## Taxonomia
Segons el World Spider Catalog del maig de 2016, existeixen les següents espècies:
- Segestrioides badia (Simon, 1903) – Brasil
- Segestrioides bicolor Keyserling, 1883 (espècie tipus) – Perú
- Segestrioides copiapo Platnick, 1989 – Xile
- Segestrioides tofo Platnick, 1989 – Xile